# 見えざる人生
『見えざる人生』（A Vida Invisível）は、マルタ・バターリャの同名小説を原作とし、カリン・アイヌーズが監督を務めた2019年のドラマ映画である。第72回カンヌ国際映画祭のある視点部門で上映され、その最高賞を獲得した。第92回アカデミー賞国際長編映画賞にはブラジル代表作として出品されたが、ノミネートには至らなかった。

## キャスト
- カロル・ドゥアルテ
- ジュリア・ストックラー
- グレゴリオ・デュヴィヴィエ（英語版）
- バーバラ・サントス
- フラヴィア・グスマン
- マリア・マノエラ
- アントニオ・フォンセカ
- クリスティーナ・ペレイラ
- ギルレイ・コウチーニョ
- フェルナンダ・モンテネグロ

## 公開
ワールド・プレミアは2019年5月20日に第72回カンヌ国際映画祭で行われた。ブラジルでは2019年9月19日にまず北東部地域、10月31日より残りの地域で封切られた。北アメリカでは2019年8月20日にアマゾン・スタジオが配給権を獲得した。日本では2019年11月に第16回ラテンビート映画祭で初上映された。

## 評価
レビュー収集サイトのRotten Tomatoesでは74件のレビューで支持率は93%、平均点は7.53/10となった。